# Заречный (Пугачёвский район)
Заречный — посёлок в Давыдовском муниципальном образовании Пугачёвского района Саратовской области.

## География
Находится на берегу озера Калач расстоянии менее чем в 6 километрах по прямой на северо-восток от районного центра города Пугачёв.

## История
Поселок основан в середине XX века при доме отдыха «Пугачёвский», открытом в 1927 году на базе бывшего Верхнего Спасо-Преображенского монастыря. Монастырь был основан старообрядцами в XVIII веке, с 1841 года единоверческий, закрыт в 1918 году.

## Население
Население составляло 128 человек по переписи 2002 года (русские 91 %), 107 по переписи 2010 года.

## Инфраструктура
Социально-оздоровительный центр «Пугачевский» для граждан пожилого возраста и инвалидов.